# Institut des hautes études sur la Justice
L'Institut des hautes études sur la Justice (IHEJ) est une association française régie par la loi de 1901 et subventionnée par le ministère de la Justice créée en 1990 par Michel Rocard,.
Il a fusionné à la fin de 2021 avec la Mission de recherche Droit et Justice (MRDJ), qui était un groupement d’intérêt public (GIP) créé à l’initiative conjointe du ministère de la justice et du CNRS par un arrêté du 11 février 1994, pour créer le nouvel Institut des études et de la recherche sur le droit et la justice (IERDJ).